# Confederación de Comuneros Españoles

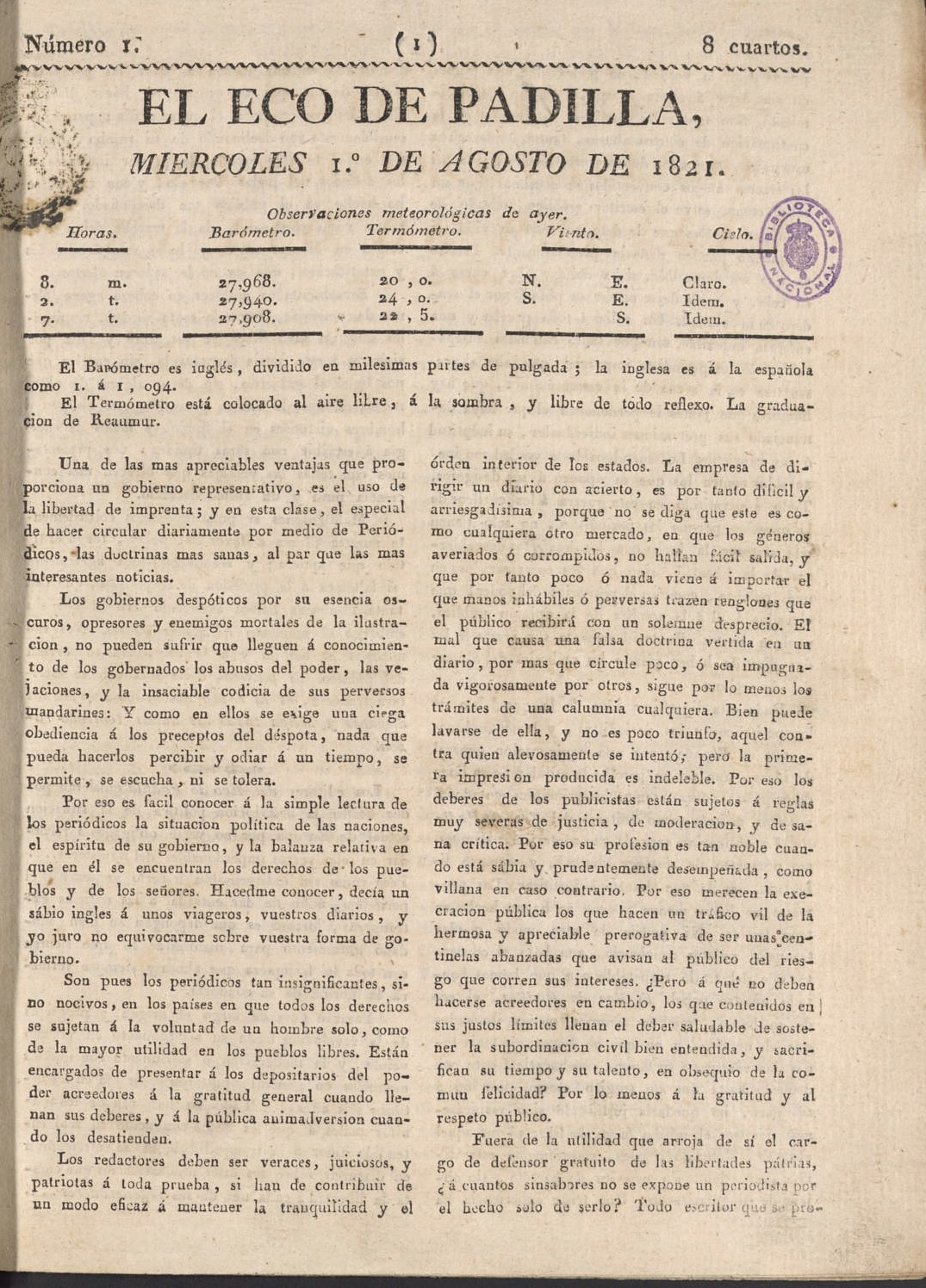
El Eco de Padilla, Madrid, n.º 1, 1 de agosto de 1821. Hemeroteca Digital. Biblioteca Nacional de España.

La Confederación de Comuneros Españoles o Hijos de Padilla fue una sociedad secreta fundada a comienzos de 1821 como instrumento del liberalismo exaltado durante el Trienio Liberal en España. Escindida de la masonería, rivalizó con esta y con el liberalismo moderado acusado por la Confederación de pusilánime en su defensa de la Constitución de 1812.
En febrero de 1821 oficiales de la Guardia Real protagonizaron una sublevación desenvainando sus sables frente a grupos ciudadanos que los increpaban. La respuesta del Gobierno —disolución de la sección de caballería— fue acusada según Antonio Alcalá Galiano con poca razón de «tibieza y aun de contemplaciones con los sublevados». En tales circunstancias, de nuevo según Alcalá Galiano, José Manuel del Regato y algún otro abrazaron la causa de los quejosos contra el Gobierno, «siendo probable que al hacerlo sólo vieron con gusto llegada la hora de un rompimiento, de ellos mucho antes ardientemente deseado». En consecuencia, «desprendiéndose» del tronco común de la masonería, la «sociedad antigua», fundaron otra nueva, «si al principio pobre y con pocas apariencias de medro, no muy tarde robusta y poderosa, tal que, si la catástrofe que acabó con la Constitución y con todo linaje de liberalismo, y aun de libertad, no hubiese sobrevenido, compitiendo con la sociedad madre, habría llegado a oscurecerla y tal vez a destruirla». El origen de la disidencia en el seno de la masonería, por su inclinación ministerial y ausencia de aliento revolucionario, podría, no obstante, ser algo anterior y haberse agudizado a raíz del nombramiento forzado por Fernando VII y contrario a la Constitución del general José María Carvajal Urrutia como capitán general de Castilla la Nueva en noviembre de 1820. Fuentes contemporáneas, de hecho, fijan la formación de la asamblea constituyente en enero de 1821, promovida por veintiocho «desertores de la masonería», entre ellos Francisco López Ballesteros, consejero de Estado, que sería primer comendador de la Confederación, José María Torrijos, brigadier, Juan Romero Alpuente, magistrado de la Audiencia de Madrid, y el citado José Manuel Regato, oficial de la Secretaría de Hacienda, que no tardaría en traicionar la causa constitucional y aprovechar su conocimiento de las sociedades secretas como jefe de la Policía Reservada al servicio de Fernando VII y en la redacción de opúsculos con títulos como Exposición notable que eleva al Rey en 10 de Enero 1827 [...] llamándole la atención sobre las hábiles maquinaciones de los partidos afrancesados y liberal para hacer triunfar en España el Gobierno representativo.
La comunería tomaba algo de la teatralidad masónica, pero la relajaba y, sobre todo, la hacía profundamente nacional. El mismo nombre remitía a las Comunidades de Castilla y a los sucesos de 1521. Los héroes a emular, como impulsores de una «prematura revolución burguesa» frente al absolutismo regio, eran los Padilla, Bravo y Maldonado que vertieron su sangre en las campas de Villalar en defensa de las libertades castellanas:

Bien sabido es que los héroes Padilla, Bravo y Maldonado perdieron la vida porque tuviese libertad esta heroica nación. Llegó el tiempo de imitar su heroísmo y de vengarlos. Una multitud de hombres denodados y decididos a sostener la libertad de España haciendo ver que no hay más soberano que el pueblo estamos alistados y ligados con juramentos para llevar a efecto tan sagrado objeto.

El Gobierno de la Confederación de Comuneros Españoles, representado en los documentos con la inicial A (Asamblea o Suprema Asamblea) tenía su sede en Madrid, en una casa de la Corredera Alta de San Pablo. Celebraba sesiones semanales en el «alcázar de la libertad» y sus miembros eran llamados «procuradores». En El Grande Oriente, novela de la segunda serie de los Episodios Nacionales, Benito Pérez Galdós resume con humor y distanciamiento sus objetivos y organización interna:

—Adelante, siempre adelante —añadió Sarmiento con calor—. En virtud de este criterio, yo y todos los verdaderos patriotas hemos dado de lado a la masonería para fundar la grande y altísima y por mil títulos eminente y siempre española sociedad de Los Comuneros [...] Véngase usted conmigo. Le presentaremos en la sociedad, le haremos caballero de Padilla, y para mí será tan grande honor presentarle como para la Confederación recibirle.

—¡Confederación! ¡Padilla! ¿Qué ensalada es esa?

—En el primer artículo de los estatutos se dice que nos reunimos y nos esparcimos por el territorio de las Españas con el propósito de imitar las virtudes de los héroes que, como Padilla y Lanuza, perdieron sus vidas por las libertades patrias.

—¿Y la Confederación se divide en talleres?

—¿Qué talleres? Eso es cosa de artesanos. Aquí todos somos caballeros. Llámase nuestro jefe el Gran castellano; la Confederación se divide en Comunidades; estas, en Merindades; estas, en Torres, y las Torres en Casas Fuertes. Todo es caballeresco, romancesco, altisonante. Si la masonería tiene por objeto auxiliarse mutuamente en las pequeñeces de la vida, nosotros nos reunimos y nos esparcimos, asimismo se dice... para sostener a toda costa los derechos y libertades del pueblo español, según están consignados en la Constitución política, reconociendo por base inalterable su artículo 3.º Nada de empeñitos; nada de lloriqueo de destinos ni de asidero de faldones. El artículo 17 del capítulo 2.º dice que ningún caballero interesará el favor de la Confederación para pretender empleos del gobierno. ¿Qué tal? Esto se llama catonismo. ¡Hombres incorruptibles! ¡Pléyade ilustre! Tenemos Código penal, alcaides, tesoreros, secretarios. Nuestras logias se llaman Fortalezas, a las cuales se entra por puente levadizo nada menos. La admisión es peliaguda. Está mandado que al iniciar a alguno, no se revele nada del objeto y modo de la Confederación; pero yo le digo a usted todo, todito, porque confío en su discreción y prudencia.

—¿Y se puede ver eso? ¿Se puede ir allá? —dijo Salvador demostrando curiosidad—. Supongo que habrá juramentos y pruebas...

—Le presentaré, señor don Salvador. Nuestra Confederación se honrará mucho con que usted entre en ella.

—No; preguntaba si se puede ir a las Fortalezas como se va al teatro, para ver, para reírse un rato.

—Amigo mío —dijo Sarmiento con gravedad—. No es cosa de risa una sociedad donde se jura morir defendiendo a la patria y donde se cumple lo que se jura.
Benito Pérez Galdós, El Grande Oriente

El artículo 1.º del Reglamento para el Gobierno Interior de la Confederación establecía que esta actuaba por medio de las fortalezas, que eran cuatro: el alcázar de la libertad, los castillos, las torres y las casas fuertes. Las tres primeras fortalezas debían contar con una plaza de armas, donde se tenían las reuniones, y un cuerpo de guardia, además de secretaría, almacén de enseres y archivo. La Confederación se dividía en comunidades, integradas por los comuneros de una merindad aproximadamente coincidente con el territorio de una provincia. Cuando la merindad alcanzase los diecisiete integrantes se formaría una «junta gubernativa» entre cuyas funciones estaba la formación y aprobación de nuevas torres y otorgar poderes al procurador de la merindad en la A. Las juntas gubernativas estarían formadas por cinco comuneros elegidos por mayoría absoluta y un representante de cada una de las torres y se reunía en el «castillo de la libertad». Constituida la junta debía proceder a la elección entre sus miembros de un castellano, encargado de la dirección y coordinación de los trabajos, un teniente castellano, un alcaide, encargado de la seguridad y de la custodia de los enseres —entre ellos las diez lanzas que debía haber en toda plaza de armas—, un tesorero y dos secretarios. Las torres, en número indeterminado, no podían tener más de cincuenta comuneros ni menos de siete. El escalón inferior, la «casa fuerte», lo formaban agrupaciones de tres a seis comuneros y en ellas había solo cuerpo de guardia, sin plaza de armas. A esta se accedía por una empalizada y se adornaba con el estandarte morado de la confederación con un castillo blanco en su interior y tres inscripciones: en el centro, «Constitución de la Monarquía», a la derecha su artículo 3.º («La soberanía reside esencialmente en la Nación, y por lo mismo pertenece a esta exclusivamente el derecho de establecer sus leyes fundamentales») y a la izquierda «La Conf. sostiene a toda costa los derechos y libertades del pueblo». Algo más compleja era la decoración de la plaza de armas del «alcázar de la libertad». En primer lugar, en el testero debía figurar una urna sepulcral, «que contendrá las cenizas de los más ilustres CC. que se puedan haber y los documentos que se recojan relativos a aquellos sucesos; y en su defecto el simulacro». Cerca de la urna habría una mesa con cinco sillas cubierta por un tapete morado y el sello de la Confederación, y tras los asientos tres torreones cilíndricos con sus almenas y las citadas inscripciones, tremolando sobre cada uno de ellos el estandarte morado con el castillo blanco en su centro. La puerta del alcázar era un rastrillo de puente levadizo que durante las sesiones debía permanecer abierto y contar para su defensa con quince lanzas (artículo 3.º del Reglamento para el Gobierno Interior de la Conf.).
Todas las sesiones se abrían con un solemne discurso pronunciado por el presidente:

Compañeros, una fatalidad malogró los esfuerzos de nuestros heroicos predecesores en los Campos de Villalar. Tres siglos de despotismo y servidumbre siguieron a tan desgraciado suceso; y cuando la nación conducida al borde del precipicio en el año de 1808 recobró su libertad a costa de tantos sacrificios; en el año de 1814 nuestra imprevisión y falta de energía, nos sumieron de nuevo en el profundo abismo de la esclavitud. Seis años de sangre y desolación han pasado por nosotros, hasta ver restablecidas otra vez nuestras libertades en el código de nuestros derechos; la Constitución española: estemos alerta, y juremos morir primero, que consentir nos despojen de este depósito de nuestras libertades, que consagra como principio inmutable la soberanía nacional. ¿Lo juráis así, CC.? Sí, lo juramos, responderán todos echando mano a sus espadas (art. 17).

Y se cerraban diciendo el castellano:

Retirémonos, Com., a dar descanso a nuestro espíritu y a nuestros cuerpos para restablecer las fuerzas, y volver con nuevo vigor a la defensa de las libertades patrias. (art. 22).

Eran requisitos para la admisión tener más de diecinueve años, gozar de plenos derechos de español, disponer de un trabajo o renta de la que subsistir, tener buena reputación, «aborrecer la tiranía bajo cualquier forma que se presente» y prestar los correspondientes juramentos. El ingreso se hacía mediante presentación por un comunero y la propuesta era examinada por otros tres comuneros de la misma torre designados por el alcaide. De ser aprobada la propuesta, el aspirante se presentaba en el cuerpo de guardia donde uno de los centinelas informaba de su llegada al capitán y este al alcaide que debía tomarle juramento de guardar secreto de cuanto viese o escuchase. Luego el «recluta» se quedaba solo en el cuerpo de guardia con un ejemplar de los estatutos y un cuestionario que debía rellenar. Estudiadas sus respuestas, de ser aprobadas se le invitaba a pasar a la plaza de armas donde el alcaide volvía a interrogarlo, advirtiéndole:

Vais a contraer grandes empeños de honradez que exigen de vos valor y constancia. La defensa de las libertades patrias, cual están consignadas en la Constitución de la Monarquía, sin consentir en la variación del art. 3.º, es nuestro instituto; y para tan gloriosa empresa nos comprometemos hasta con nuestra propia vida. Meditad sobre lo sagrado y difícil de estos compromisos; y si no queréis sujetaros a ello, todavía podéis retiraros sin que se os siga más perjuicio que el no poder ser propuesto otra vez para miembro de esta patriótica Conf. (art. 66).

El alistamiento concluía con el juramento solemne, puesta la mano sobre el escudo y todos los comuneros en pie con las armas en la mano, tras de lo cual el capitán de llaves procedía a armar comunero al neófito colocándole una espuela y el cinturón de la espada, de la que le hacía entrega el alcaide, en tanto quien le propuso, actuando de padrino, le colocaba la banda morada con borlas doradas diciéndole:

Ya sois C. E. y en prueba de ello todos los CC. os defenderán de los golpes que la maldad os aseste si cumplís el juramento; y que no, sufriréis las penas que por el código correspondan a vuestras faltas contra la Conf. (art. 67).

No es posible conocer el número de miembros que integraron la Confederación. Benigno Morales hablaba de 60 000 afiliados. Otros simpatizantes elevaban su número a más de cien mil. Los filtros de ingreso, a pesar de su ceremoniosa parafernalia, no parece que se aplicasen con rigor o resultaban ineficaces. No es solo el caso citado de Regato, de quien es difícil saber si era confidente policial ya antes de participar en la fundación de la comunería o si cambio de bando después. Otro conocido comunero, el militar Ramón César de Conti y Vargas, castellano de la merindad de Badajoz, plaza a la que fue trasladado por sus superiores por haber urdido un plan para asesinar al cura Merino, y que fue procesado por haberse manifestado con exaltación en la tertulia patriótica pacense, aparece mencionado en una nota de enero de 1831 del cónsul de España en Burdeos como confidente, informante de la actividad de los exiliados españoles en Francia, pero al parecer ya desde 1824 actuaba como agente contrarrevolucionario en Londres. También fue comunero Juan Palarea y Blanes, uno de los fundadores de la odiada Sociedad Constitucional o del Anillo, según El Zurriago, que, según Gil Novales, se pasó a la comunería «acaso ya con la idea de traicionarla». Él fue quien, como jefe político de Madrid, ordenó el cierre de la Sociedad Landaburiana.
Sus principales órganos de expresión fueron tres periódicos madrileños: El Eco de Padilla, El Zurriago y La Tercerola, así como el Diario Gaditano en Cádiz.
La Confederación procedió a una renovación en sentido más radical el 23 de octubre de 1822, siguiendo las líneas que le marcaban los redactores de El Zurriago y los oradores de la Sociedad Landaburiana, que, según acusaría luego el sector moderado de la Confederación, se encontraban influidos o, directamente, habían ingresado «en la sociedad secreta extranjera de los Carbonarios». Como reacción, un sector comunero más moderado buscó una aproximación a la masonería, vieja aspiración de los dirigentes de ambas sociedades con «carácter frecuente de ilusión contrarrevolucionaria» según Gil Novales, llegando a formular un proyecto de unión entre masonería y comunería rechazado por una mayoría de comuneros que temían verse subordinados a las «ansias de mando y de poder de los masones». La tensión entre los dos sectores enfrentados estalló el 23 de febrero de 1823 cuando, en un segundo intento de renovación, se produjo la división y prácticamente la disolución de la Confederación, escindida entre los comuneros revolucionarios y los titulados constitucionales —contrarrevolucionarios y pasteleros para el sector opuesto—, que tachaban de anticonstitucionales a sus rivales y decían incluir en su seno a la «parte sana de las antigua confederación». Para estos, según un documento de la «Asamblea de Comuneros Españoles» firmado por Palarea como comendador en ese momento de la Confederación, dieciséis diputados y un numeroso grupo de militares, empleados y funcionarios ministeriales, la desunión entre liberales por rivalidades superfluas, agravada por la invasión francesa en curso, amenazaba el sistema constitucional y hacía el juego a los partidarios del absolutismo, por lo que llamaban a la «unión verdadera». Recordaban el intento de unión precedente con la masonería, que ya habían solicitado algunas torres de Madrid y aprobado por unanimidad la Junta Gubernativa, pero que resultó rechazado por la Asamblea en febrero con el argumento de que supondría la sumisión de los comuneros a los masones, y denunciaban como principal responsable de ello al Zurriago:

¿Cómo podía haver sido órgano de los buenos CC un periódico que en vez de travajar por unir a los defensores de la libertad a fomentado la desunión del modo más espantoso?  El Zurriago cambiando la energía en desvergüenza, la amonestación decorosa en insulto personal, las razones en chocarrerías, y el amor a la verdad en caza de calumnias, agriado los ánimos más dispuestos al servicio de la Patria, a dado las armas más formidables a nuestros enemigos, y nada a remediado porque nada remedió jamás la crítica mordaz y viperina.

La negativa de la Asamblea a aceptar el decálogo de unidad de acción con la masonería aprobado por la Junta llevó, pues, a la escisión de la Asamblea de CC Españoles Constitucionales que tenía por objetivo «la observancia en toda su pureza de la Constitución de la Monarquía española» sin transigir con la tiranía y buscando por todos los medios la unión de cuantos se mostrasen dispuestos a contribuir al sostenimiento del estado liberal, poniendo término a las disensiones y animosidades con la masonería. Y en otra circular de 9 de marzo de 1823 los comuneros disidentes denunciaban «los males que nos acarrean los Regatos, los Rotaldes, los Jontoyas, los Muñoses, los Cides, los Lunas, los Morales y los demás Zurriaguistas de que se formaba la A: cuyos fines dirigidos por la Santa Alianza no tenían otro objeto que dividirnos».
Los comuneros revolucionarios respondieron a los pocos días con un folleto irónico: Reglamento de una nueva sociedad secreta llamada de Federados Españoles:

Los individuos que abajo firmamos penetrados de la necesidad de aumentar la confusión y desorden que reina en todos los elementos de la existencia política de España; deseosos de contribuir al aumento del desbarajuste; convencidos de la superioridad de las luces, talentos y virtudes que en nos concurren; sedientos de la sed de mando, influjo y supremacía y decididos a arrostrar por conseguir este fin los desprecios, los odios, las maldiciones y las amenazas de nuestros conciudadanos, hemos decidido formar una sociedad secreta, que reúna como en un foco central nuestros esfuerzos físicos y morales para llevar a cabo los indicados fines.